# Lumbatan
Lumbatan é um município de  quinta classe de renda municipal (d) na província Lanao do Sul, nas Filipinas. De acordo com o censo de 1 de maio  de  2020 possui uma população de 22 780 pessoas e 3 474 domicílios.